# Народная Самооборона (Эстония)
Наро́дная Самооборо́на, Ра́хва О́макайтсе (эст. Rahva Omakaitse, RO) — эстонская просоветская организация трудящихся по охране правопорядка, созданная на добровольной основе и просуществовавшая с 5 июля по 25 сентября 1940 года.

## История

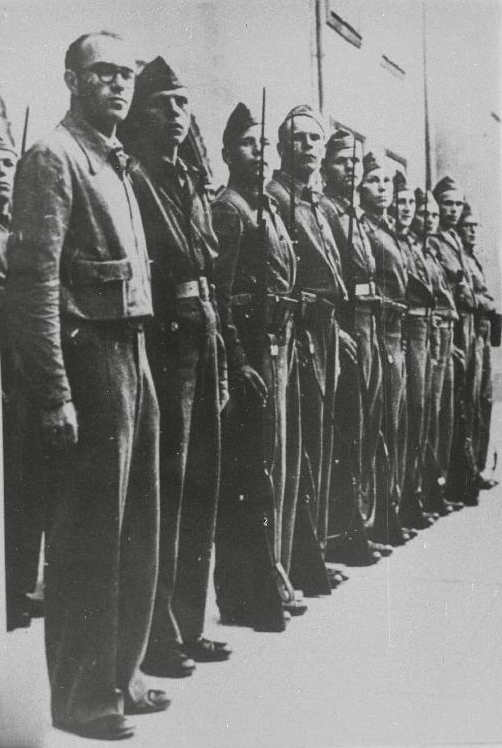
Отряд «Народной Самообороны», на переднем плане — Виктор Фейгин

Организация «Народная Самооборона» была основана декретом, подписанным 5 июля 1940 года президентом Эстонской Республики Константином Пятсом на основе Закона об организации «Народной Самообороны» (эст. Rahva Omakaitse korraldamise seadus).
Организация возникла из рабочих дружин, с 21 июня 1940 года защищавших переданные советской власти государственные учреждения, большие сооружения, банки и другие важные объекты. Отряды RO также охраняли митинги трудящихся.
В ряды «Народной Самообороны» принимались трудящиеся с 18-летнего возраста, от которых требовалась «беззаветная преданность трудовому народу»; эти слова (эст. Vankumatu ustavus töötavala rahvale) были девизом организации. Лицам с криминальным прошлым и вредными привычками, а также врагам трудового народа не было места в рядах RO. Согласно уставу, для вступления в «Народную Самооборону» требовалось заявление, подписанное рекомендациями двух членов организации. После принятия заявления заявитель становился кандидатом в члены RO сроком на 3 месяца, затем приёмная комиссия в составе двух членов «Народной Самообороны» и одного представителя от профсоюзов должна была принять окончательное решение.
Подразделения RO были по-военному организованы, носили установленную законом униформу, знаки различия и оружие. В первые дни существования RO, когда ещё не все её члены были обеспечены униформой, у каждого из них на рукаве было две повязки: красная и с сине-чёрно-белым триколором. Подразделения организации должны были иметь свои флаги. Для членов «Народной Самообороны» была создана форменная одежда, похожая на военную форму вооружённых формирований коммунистов, принимавших участие в гражданской войне в Испании.
Численность организации составляла около 8000 человек.
«Народная Самооборона» копировала структуры ликвидированного 27 июня 1940 года «Союза обороны» («Кайтселийт»). Оружие и снаряжение «Народная Самооборона» получила в основном из имущества «Союза обороны» и частично из Министерства внутренних дел.
Первое подразделение «Народной Самообороны» было создано для охраны замка Тоомпеа, караул подчинялся новому коменданту замка Тоомпеа Виктору Фейгину (Viktor Feigin). Планировалось, что при RO будут созданы молодёжная и женская организации.
Организация «Народная Самооборона» была распущена с 25 сентября 1940 года решением Народного комиссара от 11 сентября 1940 года после присоединения Эстонии к СССР и ликвидации полиции Эстонии; вместо них была создана рабоче-крестьянская милиция в составе Народного комиссариата внутренних дел Эстонской ССР, в ряды которой были приняты члены «Народной Самообороны».

## Задачи
В соответствии с § 2 Закона об организации «Народной Самообороны» задачами организации были:
1. содействие полицейским властям при защите гражданского правопорядка в объёмах, установленных Министром внутренних дел;
2. военное обучение и воспитание своих членов, развитие их культурного и физического уровня;
3. выполнение прочих задач, которые возлагаются на организацию законами и постановлениями, а также распоряжениями Министра внутренних дел.

## Структура
Согласно закону о «Народной Самообороне», организация делилась на округа (эст. ringkond), отделения (эст. osakond), подразделения (эст. jaoskond) и отряды (эст. rühm):
- Вильянди-Пярнуский округ «Народной Самообороны» и т.д.
  - Пярнуское отделение Вильянди-Пярнуского округа «Народной Самообороны»
  - Вильяндиское отделение Вильянди-Пярнуского округа «Народной Самообороны» и т.д.

В «Народной Самообороне» насчитывалось 8 округов: Ляэнемааский,  Нарвский, Сааремааский, Таллин-Харьюский, Тарту-Валгаский, Вильянди-Пярнуский, Виру-Ярваский и Выру-Печорский.
Главный штаб «Народной самообороны» размещался в бывшем здании профсоюзов в Таллине на улице Тынисмяэ. В финансовом отношении организация подчинялась Госконтролю.

## Руководители

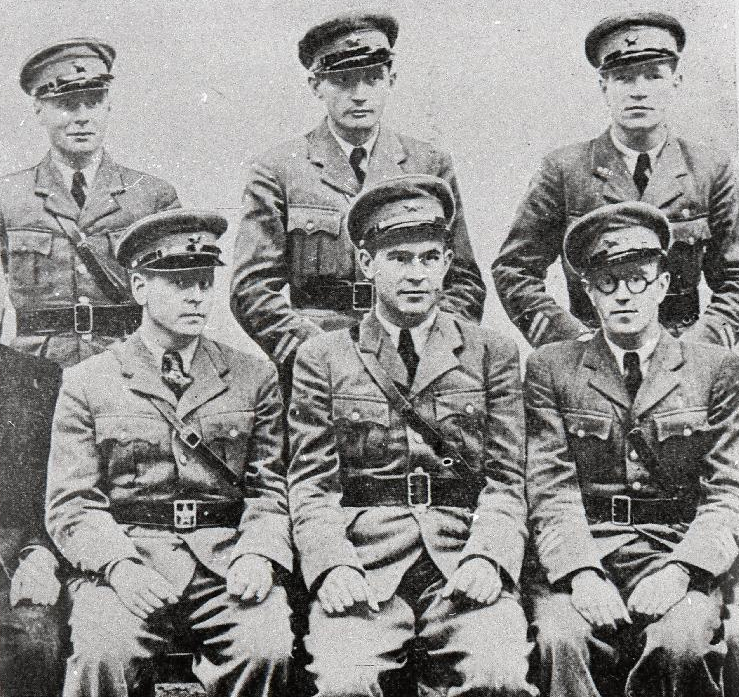
Члены Главного штаба «Народной Самообороны» (сидят слева-направо:
Л. Клаасер, К. Ханссон, В. Фейгин, стоят:
И. Пауль, А. Пирсон, А. Бреннер)

Общим руководителем (эст. üldjuht) «Народной самообороны» был Карл Эдуард Ханссон (2 октября 1905, Валга — 8 октября 1973, Таллин; член коммунистической партии Эстонии с 1923 года; в 1924—1934 годах сидел в тюрьме за коммунистическую деятельность; в 1934—1937 годах — грузчик на Валгаском кирпичном заводе; в 1937—1939 участвовал в гражданской войне в Испании aka Bueno Sezar; после 25 сентября 1940 года — заместитель Народного комиссара внутренних дел Эстонской ССР по кадровым вопросам; с июня 1941 года — комиссар Первого Хаапсалуского истребительного батальона; в 1944—1946 годах — первый секретарь Ярваского комитета ВКП(б) Эстонии; в 1946—1955 годах — на различных должностях в Министерстве внутренних дел ЭССР).
Деятельностью организации руководил Главный штаб «Народной Самообороны», в состав которого, наряду с Карлом Ханссоном, входили:  
- Виктор Фейгин (Viktor Feigin, помощник общего руководителя (эст. üldjuhi abi) «Народной Самообороны» (27 июня 1910, Псков — 17 июля 1941, Финляндия; член еврейского культурного общества «Licht»; участник гражданской войны в Испании, командир противотанковой батареи, сержант. Пойман в Финляндии и казнён как советский диверсант-парашютист 17 июля 1941 года[7]),
- Леонхард Клаасер (Leonhard Klaaser, после 25 сентября 1940 года — начальник экономического отдела Главного управления рабоче-крестьянской милиции НКВД Эстонской ССР, с 19 декабря 1940 года — начальник Главного управления рабоче-крестьянской милиции НКВД ЭССР[8]),
- Ильмар Пауль (Ilmar Paul, 1910 — 1994. Во время войны — старший лейтенант третьей роты истребительного батальона НКВД[9], командир 300 стрелкового полка Эстонского стрелкового корпуса, полковник[6]),
- Александер Пирсон (Aleksander Pirson, будучи членом Главного штаба «Народной Самообороны», был также избран председателем Центрального Спортивного Союза Эстонии[10], ранее был председателем Таллинской Единой Больничной кассы[11]),
- Арнольд Бреннер (Arnold Brenner 5 июля 1909, Таллин — 28 августа 1941, Финский залив. Типограф. Фельдшер Таллинской поликлиники Тынисмяэ. Участник гражданской войны в Испании, вернулся в Эстонию в 1939 году. В 1941 году — комендант Наркомата Госбезопасности ЭССР. Погиб при эвакуации из Таллина в Кронштадт на пароходе «Казахстан» в результате налёта фашистских бомбардировщиков[6][8]).

Руководителем Тарту-Валгаского округа «Народной Самообороны» был Эльмар Миллерт (Elmar Millert). Руководителем Выруского отделения RO был коммунист, в годы войны — военнослужащий истребительного батальона НКВД Август Кухльберг (August Kuhlberg).